# Poliochni
Poliochni (in greco Πολιόχνη?) è una città preistorica sull'isola greca del Mar Egeo di Lemno. I più antichi dei sette strati di scavo archeologico indicano un primo insediamento nel V o IV millennio a.C., che è valso a Poliochni anche il soprannome di “città più antica d'Europa”. Poliochni raggiunse l'apice del suo sviluppo urbano nella prima età del bronzo, tra il 3200 e il 2000 a.C. circa.
Il sito, con case addossate l'una all'altra che condividono muri divisori, è stato portato alla luce dagli scavi della Scuola archeologica italiana di Atene, a partire dal 1930. A partire dal 1951, il sito è stato scavato sotto la direzione di Luigi Bernabò Brea. Si ritiene che Troia fosse la sua principale rivale commerciale; una rivalità che ha portato al declino di Poliochni intorno al 2000 a.C..

## Scavo archeologico
Dopo i primi sondaggi, le campagne regolari a Poliochni furono intraprese sotto la guida di Alessandro Della Seta nel 1931-36, quando furono sospese. Dopo la morte di Della Seta, gli scavi furono ripresi nel 1951-53, 1956 e 1960.
Nel periodo 1994-1997, gli archeologi greci hanno scoperto un insediamento dell'Età del Bronzo più recente sulla piccola isola disabitata di Koukonesi, situata nel porto di Moudros, a ovest di Poliochni. Questo insediamento si è sviluppato intorno al 2000-1650 a.C. e i ritrovamenti dimostrano ancora una volta i legami commerciali con l'Asia Minore, le isole dell'Egeo e la Grecia continentale. Le ceramiche micenee del XIII secolo a.C. rinvenute a Koukonesi potrebbero dimostrare che, all'incirca quando si svolse l'epoca tradizionale della guerra di Troia, i Greci vi avevano un insediamento permanente, piuttosto che un semplice avamposto commerciale, comprendendo l'importanza degli stretti che collegano l'Egeo al Mar Nero.

## Periodizzazione
Dal 1951 il sito fu scavato sotto la direzione di Luigi Bernabò Brea. Egli ha chiarito la stratigrafia assegnando dei colori alle diverse fasi dell'insediamento. Le fasi numerate sono in tutto sette e i nomi sono qui riportati in italiano e in inglese: Nero/Black (I), Azzurro/Blu (II), Verde/Green (III), Rosso/Red (IV), Giallo/Yellow (V), Marrone/Brown (VI) e Miceneo (VII).

## Storia antica
La posizione dell'isola nell'Egeo nord-orientale, nelle immediate vicinanze dello Stretto dei Dardanelli, ne ha fatto un centro culturale ed economico della regione fin dalle origini. Poliochni, situata vicino a Capo Vroskopos, nella parte sud-orientale dell'isola, si era trasformata in un insediamento costiero cinto da mura all'inizio dell'Età del Bronzo, nel III millennio a.C., e disponeva di un sistema fognario, di strade pavimentate e di luoghi di incontro comuni. Di fronte alla città si trovava Troia, sulla terraferma dell'Asia Minore. Un altro insediamento di questo periodo è stato scoperto durante gli scavi sulla piccola isola al largo di Koukonisi.
L'insediamento di Poliochni era caratterizzato da una cinta muraria, che raggiungeva anche il versante marino. Inoltre, fu costruito un edificio pubblico, il cosiddetto Bouleuterion, dalle funzioni ancora ignote, e un deposito di grano. All'ultima fase della vita della città risale la scoperta del cosiddetto "Tesoro di Poliochni", simile al tesoro di Priamo scoperto a Troia.
La Poliochni originaria fu distrutta e abbandonata nella seconda metà del III millennio a.C., forse a causa di un terremoto, ma si ipotizzano anche conflitti. Nel corso del II millennio a.C. vi furono solo temporanee ricolonizzazioni.

## Oggi
Le rovine sono tra le attrazioni dell'isola e i reperti archeologici dei primi tempi di Poliochni sono esposti nel Museo archeologico della città principale di Mirina. Lo Stato greco ha conferito al sito archeologico di Poliochni il marchio del patrimonio europeo.